# 詹姆斯敦鎮區 (明尼蘇達州布盧厄斯縣)
詹姆斯敦鎮區（英語：Jamestown Township）是位於美國明尼蘇達州布盧厄斯縣的一個行政鎮區。

## 地方資料
詹姆斯敦鎮區的面積為45.40平方千米，當中陸地面積為39.70平方千米，而水域面積為5.70平方千米。根據2020年美國人口普查的數據，當地共有人口679人，而人口密度為每平方千米14.96人。